# リブチェスター (競走馬)
リブチェスター（Ribchester）は、アイルランドで生産されたイギリスの競走馬である。2016年のジャック・ル・マロワ賞などマイルG1を4勝した。

## 戦績

### 3歳時（2016年）
デビュー8戦目はフランスのマイルG1ジャック・ル・マロワ賞に出走。この年の英2000ギニー勝ち馬ガリレオゴールドに次いで2番人気に支持された。道中はかかり気味になりながらも、鞍上が抑えて馬の後ろで折り合いをつけ、ラスト400ｍで外からスパート。残り200ｍで、内ラチ沿いで粘る地元のヴァダモスを半馬身かわして優勝。待望のG1初勝利を飾った。
続くG1クイーンエリザベス2世Sでは先頭でレースを進めると、直線で1番人気のマインディングに交わされ、残り1ハロンで2馬身ほど差をつけられるも、ライトニングスピアーの追撃を受けて再び盛り返し、2頭で競り合うようにしてマインディングとの差を詰めたが1/2馬身届かず2着となった。

### 4歳時（2017年）
2017年初戦はメイダン競馬場で行われたドバイターフに出走。(JRAの単勝オッズで)2番人気に推されると、スタートから先頭に立ち800m通過タイム50秒33のゆったりとした流れでレースを引っ張った。
3コーナーでは同じゴドルフィンのベリースペシャルに先頭を譲ったが、
直線に向くと堂々と先頭に立った。しかし、休み明けと初めてとなるこの距離（芝1800m）がこたえたか、最後に失速し勝ち馬ヴィブロスから1馬身離れた3着に敗れた。
5月20日、8頭立てで行われたロッキンジSに出走。リブチェスターは先頭でレースを進め、中盤は馬群がほぼ変わらないまま叩き合いへと進んだ。残り200mからは好位置に付けたライトニングスピアーとの叩き合いとなるが、これに3 1/4馬身差をつけ圧勝。この結果により、6月に発表されたワールド・ベスト・レースホース・ランキングで124ポンドの評価を受け、アロゲート、ウィンクスに次ぐ3位にランキングされた。
続くクイーンアンSでもムタケイエフに1 1/4馬身差をつけて勝利し、G1 3勝目を挙げた。騎乗したW.ビュイック騎手は「ロッキンジSの後にも言ったが、リブチェスターはとても多才で優秀なマイラー。ジョッキーにとっては夢のような馬だよ」と相棒を絶賛した。
マイルG1 3連勝をかけて挑んだサセックスSではG1 4勝の3歳馬チャーチルが回避したことで圧倒的人気となったが、ペースメーカーとして送り込まれたトスカニーニが出遅れたため先頭でレースを進めることになり、逃げ切りを図るも直線で7歳セン馬のヒアーカムズウェンに差しきられ2着に敗れた。
次走にはシャンティイ競馬場で行われたムーランドロンシャン賞を選択。主戦のW.ビュイックが8月のセクレタリアトステークスで落馬し重傷を負ったため、J.ドイルが7戦ぶりに騎乗した。レースは道中2番手を進み直線で抜け出すと、追い込んだターリーフ封じて優勝。断然の人気に応えた。
その後は予定通りクイーンエリザベス2世ステークスに出走。4番手付近追走から早めに先頭に立ち、そのまま逃げ切りを図ったが最後に4歳牝馬のパースウェイシヴに差しきられ、昨年に続き2着という結果に終わった。
ラストランに選んだブリーダーズカップマイルでは欧州勢代表として2番人気に支持されるも、直線で伸びきれず勝ち馬ワールドアプルーバルから1 3/4馬身離れた5着に終わった。レース後、リブチェスターを管理するR.フェイヒー調教師は「こんな馬はなかなか現れるものではないし、彼はずっと素晴らしい競走馬だった。この着順はラストランがそうなったというだけだよ」と愛馬を労い、潔く敗戦を受け入れていた。
このレースを最後に引退したリブチェスターは2018年よりアイルランドにあるダーレーグループ傘下のキルダンガンスタッドで種牡馬となる。初年度種付け料は3万ユーロ(約405万円)。

### 競走成績
| 出走日     | 競馬場           | 競走名                     | 格   | 距離    | 着順 | 騎手         | 着差      | 1着（2着）馬      |
| ---------- | ---------------- | -------------------------- | ---- | ------- | ---- | ------------ | --------- | ----------------- |
| 2015.07.09 | ドンカスター     | メイドンS                  |      | 芝6f    | 2着  | T.ハミルトン | 3/4馬身   | Melabi            |
| .08.22     | ヨーク           | ジムクラックS              | GII  | 芝6f    | 2着  | T.ハミルトン | 1 1/4馬身 | Ajaya             |
| .09.19     | ニューベリー     | ミルリーフS                | GII  | 芝6f    | 1着  | J.ドイル     | 1 1/4馬身 | (Log Out Island)  |
| 2016.04.07 | メゾンラフィット | ジェベル賞                 | GIII | 芝1400m | 5着  | J.ドイル     | 1 1/4馬身 | Cheikeljack       |
| .04.30     | ニューマーケット | 2000ギニー                 | GI   | 芝8f    | 3着  | W.ビュイック | 3 1/2馬身 | Galileo Gold      |
| .06.15     | アスコット       | ジャージーS                | GIII | 芝7f    | 1着  | W.ビュイック | 2 1/4馬身 | (Thikriyaat)      |
| .07.27     | グッドウッド     | サセックスS                | GI   | 芝8f    | 3着  | J.ドイル     | 1/2馬身   | The Gurkha        |
| .08.14     | ドーヴィル       | ジャック・ル・マロワ賞     | GI   | 芝1600m | 1着  | W.ビュイック | 1/2馬身   | (Vadamos)         |
| .10.15     | アスコット       | クイーンエリザベス2世S     | GI   | 芝8f    | 2着  | W.ビュイック | 1/2馬身   | Minding           |
| 2017.03.25 | メイダン         | ドバイターフ               | GI   | 芝1800m | 3着  | W.ビュイック | 3馬身     | Vivlos            |
| .05.20     | ニューベリー     | ロッキンジS                | GI   | 芝8f    | 1着  | W.ビュイック | 3 1/4馬身 | (Lightning Spear) |
| .06.20     | アスコット       | クイーンアンS              | GI   | 芝8f    | 1着  | W.ビュイック | 1 1/4馬身 | (Mutakayyef)      |
| .08.02     | グッドウッド     | サセックスS                | GI   | 芝8f    | 2着  | W.ビュイック | クビ      | Here Comes When   |
| .09.10     | シャンティイ     | ムーラン・ド・ロンシャン賞 | GI   | 芝1600m | 1着  | J.ドイル     | 3/4馬身   | (Taareef)         |
| .10.21     | アスコット       | クイーンエリザベス2世S     | GI   | 芝8f    | 2着  | W.ビュイック | 1馬身     | Persuasive        |
| .11.04     | デルマー         | ブリーダーズカップマイル   | GI   | 芝1600m | 5着  | W.ビュイック | 1 3/4馬身 | World Approval    |

- "S"はステークスの略。

## 種牡馬時代

### 主な産駒
- 2019年産
  - ファクトゥールシュヴァル/Facteur Cheval（2024年ドバイターフ）

## 血統表
| リブチェスターの血統 | リブチェスターの血統                                                    | リブチェスターの血統                                                    | （血統表の出典）                                                        | （血統表の出典）  |
| 父系                 | ミスタープロスペクター系                                                | ミスタープロスペクター系                                                | ミスタープロスペクター系                                                | [ § 2 ]           |
| 父 Iffraaj 鹿毛 2001 | 父の父Zafonic 鹿毛 1990                                                 | Gone West 1984                                                          | Mr. Prospector                                                          | Mr. Prospector    |
| 父 Iffraaj 鹿毛 2001 | 父の父Zafonic 鹿毛 1990                                                 | Gone West 1984                                                          | Secrettame                                                              |                   |
| 父 Iffraaj 鹿毛 2001 | 父の父Zafonic 鹿毛 1990                                                 | Zaizafon 栗毛 1982                                                      | The Minstrel                                                            | The Minstrel      |
| 父 Iffraaj 鹿毛 2001 | 父の父Zafonic 鹿毛 1990                                                 | Zaizafon 栗毛 1982                                                      | Mofida                                                                  |                   |
| 父 Iffraaj 鹿毛 2001 | 父の母Oastorale 1988                                                    | Nureyev 鹿毛 1977                                                       | Northern Dancer                                                         | Northern Dancer   |
| 父 Iffraaj 鹿毛 2001 | 父の母Oastorale 1988                                                    | Nureyev 鹿毛 1977                                                       | Special                                                                 |                   |
| 父 Iffraaj 鹿毛 2001 | 父の母Oastorale 1988                                                    | Park Appeal 1982                                                        | Ahonoora                                                                | Ahonoora          |
| 父 Iffraaj 鹿毛 2001 | 父の母Oastorale 1988                                                    | Park Appeal 1982                                                        | Balidaress                                                              |                   |
| 母 Mujarah 鹿毛 2008 | 母の父Marju 黒鹿毛 1988                                                 | Last Tycoon 黒鹿毛 1983                                                 | *トライマイベスト                                                       | *トライマイベスト |
| 母 Mujarah 鹿毛 2008 | 母の父Marju 黒鹿毛 1988                                                 | Last Tycoon 黒鹿毛 1983                                                 | Mill Princess                                                           |                   |
| 母 Mujarah 鹿毛 2008 | 母の父Marju 黒鹿毛 1988                                                 | Flame of Tara 1980                                                      | *アーテイアス                                                           | *アーテイアス     |
| 母 Mujarah 鹿毛 2008 | 母の父Marju 黒鹿毛 1988                                                 | Flame of Tara 1980                                                      | Welsh Flame                                                             |                   |
| 母 Mujarah 鹿毛 2008 | 母の母Tanaghum 鹿毛 2000                                                | Darshaan 黒鹿毛 1981                                                    | Shirley Heights                                                         | Shirley Heights   |
| 母 Mujarah 鹿毛 2008 | 母の母Tanaghum 鹿毛 2000                                                | Darshaan 黒鹿毛 1981                                                    | Delsy                                                                   |                   |
| 母 Mujarah 鹿毛 2008 | 母の母Tanaghum 鹿毛 2000                                                | Mehthaaf 1991                                                           | Nureyev                                                                 | Nureyev           |
| 母 Mujarah 鹿毛 2008 | 母の母Tanaghum 鹿毛 2000                                                | Mehthaaf 1991                                                           | Ell Seule                                                               |                   |
| 母系(F-No.)          | (FN:4-m)                                                                | (FN:4-m)                                                                | (FN:4-m)                                                                | [ § 3 ]           |
| 5代内の近親交配      | Nureyev S3 x M4、 Northern Dancer S5 x S4 x M5 x M5、 Mill Reef M5 x M5 | Nureyev S3 x M4、 Northern Dancer S5 x S4 x M5 x M5、 Mill Reef M5 x M5 | Nureyev S3 x M4、 Northern Dancer S5 x S4 x M5 x M5、 Mill Reef M5 x M5 | [ § 4 ]           |
| 出典                 | 1. 2. 3. 4.                                                             | 1. 2. 3. 4.                                                             | 1. 2. 3. 4.                                                             | 1. 2. 3. 4.       |